# ريتش أيسن
ريتش أيسن (بالإنجليزية: Rich Eisen)‏ هو صحفي ومعلق رياضي أمريكي، ولد في 24 يونيو 1969 في بروكلين في الولايات المتحدة.

## وصلات خارجية
- الموقع الرسمي